# Robert Van Lancker
Robert Van Lancker (Grâce-Berleur, 11 de diciembre de 1946) es un deportista belga que compitió en ciclismo en la modalidad de pista, especialista en las pruebas de velocidad y tándem.
Participó en los Juegos Olímpicos de México 1968, obteniendo una medalla de bronce en la prueba de tándem (haciendo pareja con Daniel Goens).
Ganó ocho medallas en el Campeonato Mundial de Ciclismo en Pista entre los años 1967 y 1974.

## Medallero internacional
| Juegos Olímpicos   | Juegos Olímpicos          | Juegos Olímpicos  | Juegos Olímpicos         |
| Año                | Lugar                     | Medalla           | Competición              |
| ------------------ | ------------------------- | ----------------- | ------------------------ |
| 1968               | Ciudad de México (México) | Medalla de bronce | Tándem                   |
| Campeonato Mundial |                           |                   |                          |
| Año                | Lugar                     | Medalla           | Competición              |
| 1967               | Ámsterdam (Países Bajos)  | Medalla de bronce | Tándem (A)               |
| 1968               | Montevideo (Uruguay)      | Medalla de plata  | Tándem (A)               |
| 1968               | Montevideo (Uruguay)      | Medalla de bronce | Velocidad individual (A) |
| 1969               | Amberes (Bélgica)         | Medalla de plata  | Velocidad individual (P) |
| 1971               | Varese (Italia)           | Medalla de plata  | Velocidad individual (P) |
| 1972               | Marsella (Francia)        | Medalla de oro    | Velocidad individual (P) |
| 1973               | San Sebastián (España)    | Medalla de oro    | Velocidad individual (P) |
| 1974               | Montreal (Canadá)         | Medalla de bronce | Velocidad individual (P) |

## Palmarés
- 1967
  - Campeón de Bélgica de tándem amateur, con Daniel Goens
- 1968
  - Campeón de Bélgica de velocidad amateur
  - Campeón de Bélgica de tándem amateur, con Daniel Goens 
  - Medalla de bronce a los Juegos Olímpicos de Ciudad de México en tándem
- 1970
  - Campeón de Bélgica de tándem, con Jean Lindekens 
  - Campeón de Bélgica de velocidad
- 1971
  - Campeón de Europa de Velocidad
  - Campeón de Bélgica de velocidad
- 1972
  - Campeón del mundo de velocidad 
  - Campeón de Bélgica de velocidad
- 1973
  - Campeón del mundo de velocidad 
  - Campeón de Bélgica de velocidad 
  - 1r a los Seis días de Montreal, con Ferdinand Bracke
- 1974
  - Campeón de Bélgica de velocidad
- 1976
  - Campeón de Bélgica de velocidad